# Ningaui yvonneae
Ningaui yvonneae is een buidelmuis uit het geslacht van de ningaui's. De wetenschappelijke naam van de soort werd voor het eerst geldig gepubliceerd door Kitchener et al. in 1983.

## Kenmerken
Deze soort lijkt op de Wongainingaui (N. ridei), maar heeft een olijfkleurige bovenkant die overgaat in de lichtgrijze onderkant en de witte keel. Het gezicht en de bek zijn donkergrijs. Onder het oor zit een kaneelkleurige vlek. De kop-romplengte bedraagt 50 tot 74 mm, de staartlengte 57 tot 70 mm, de achtervoetlengte 12 tot 14 mm, de oorlengte 13 tot 14 mm en het gewicht 5 tot 10 g. Vrouwtjes hebben 7 mammae.

## Leefwijze
Deze Ningaui is 's nachts actief en meestal solitair. Het dier bouwt een nest in dichte vegetatie (meestal spinifex). In zware omstandigheden komt het diertje in een toestand van bewusteloosheid (torpor) terecht. N. yvonneae eet ongewervelden. In de lente of het begin van de zomer worden 5 tot 7 jongen geboren, die 30 dagen in de buidel blijven en na 70 tot 80 dagen onafhankelijk zijn.

## Verspreiding
De soort komt voor in het zuiden van Australië, van Lake Cronin (zuidelijk West-Australië) tot Round Hill (New South Wales) en het noordwesten van Victoria. Deze soort komt uitsluitend voor bij spinifexgras (Triodia).
Wongainingaui (Ningaui ridei) · Ningaui timealeyi · Ningaui yvonneae